# Fernet

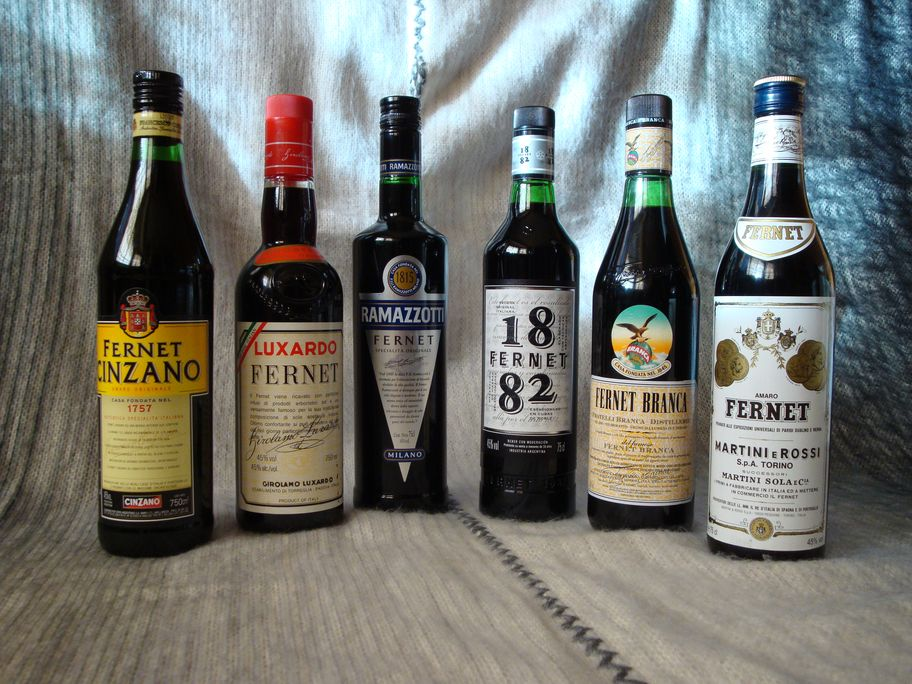
Distintas marcas de fernet

El fernet es una bebida alcohólica de origen italiano perteneciente a la familia de los amaros italianos elaborada a partir de la maceración de varios tipos de hierbas (mirra, ruibarbo, manzanilla, cardamomo, orégano y azafrán, entre otras) en alcohol obtenido de la fermentación de la vid. Dependiendo del productor, la maceración es posteriormente filtrada y reposada en toneles de roble durante un período variable. Posee un color oscuro, un aroma intenso y su graduación alcohólica está comprendida entre 39 y 45 grados, según la marca.
En un principio, el término fernet se integraba con la marca de origen italiano Branca, pasando luego al uso común para designar genéricamente al producto. 
Originalmente, era solo una bebida digestiva, pero actualmente suele servirse como aperitivo antes o como digestivo después de una comida. También puede servirse con el café. Si bien puede consumirse pura, dado su sabor y contenido alcohólico, normalmente se bebe combinada con soda, agua mineral, o mezclada en cócteles, en especial con bebida cola, siendo este cóctel (llamado fernet con coca) muy popular en Argentina, especialmente en la provincia de Córdoba, región con una gran cultura en consumo de fernet.

## Historia
Su origen se remonta al siglo XIX en Europa, y hay diferentes historias sobre cual sería el verdadero lugar de nacimiento. Hay quienes[¿quién?] sostienen que fue creado en Francia; otros indican que fue en Checoslovaquia; incluso, algunos afirman se originó en Austria, gracias a un boticario de apellido Fernet. No obstante, la mayoría de las versiones[¿cuál?] sitúan el origen en Lombardía, Italia. Tal vez la versión más conocida es la relatada por una de las empresas más antiguas en la elaboración de esta bebida, Fratelli Branca, que aún fabrica el producto en la ciudad de Milán. Dicha compañía le atribuye la invención al farmacéutico Bernardino Branca y a su colaborador, un doctor sueco de apellido Fernet, apellidos ambos que darían el nombre al licor. La versión de esta empresa se contrapone con la de otra renombrada marca, Ramazzotti, que también continúa produciendo su bebida en la ciudad de Milán. Según esta, fue Ausano Ramazzotti, fundador de la casa, el que en 1815 desarrolló su amaro. Por su parte, la fábrica Vittone atribuye la invención a Domenico Vittone, en Milán, en 1822. Según otra tradición, la palabra fernet derivaría de la locución milanesa fer net ('hierro pulido'), por la placa de hierro al rojo vivo que originalmente se usaba para preparar el licor.

## Fernet en Argentina

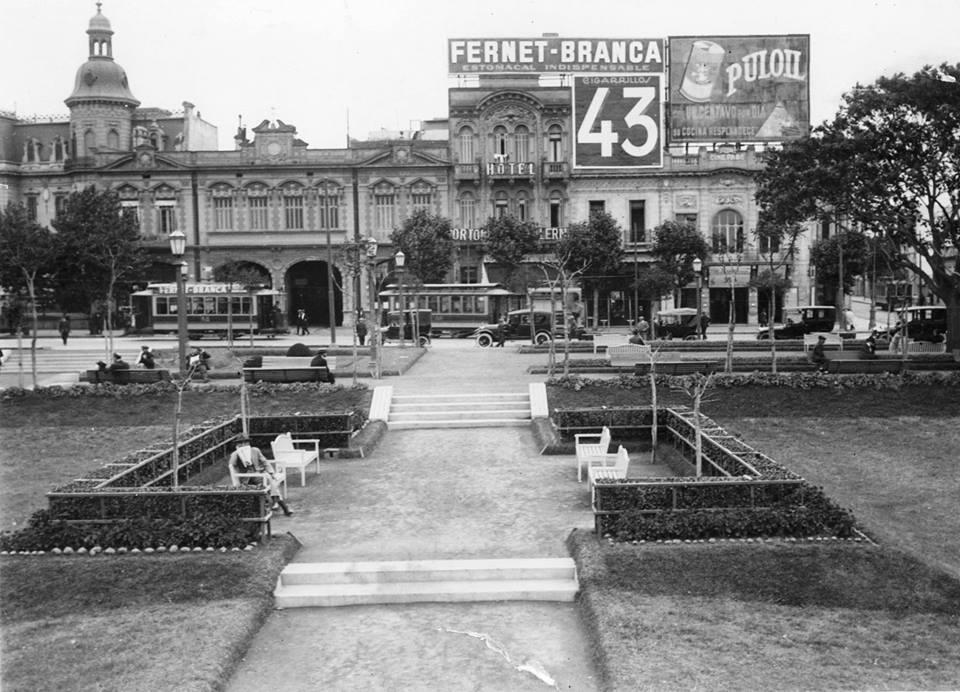
Publicidad de fernet como estomacal indispensable en Plaza Italia, ciudad de Buenos Aires, en 1924.

La bebida fue llevada a Argentina por la gran oleada de inmigrantes italianos, que la consumían tanto con fin medicinal como digestivo. El uso del fernet luego se extendió como aperitivo especialmente junto a copetines, combinado con agua, soda, vermú (preferentemente rojo) o en cócteles, siendo en la actualidad el más bebido el que surge de la mezcla de fernet con gaseosa sabor cola, popularizado a fines de los años 1980 y denominado coloquialmente Fernet con coca.
El consumo de fernet está muy arraigado en Argentina: según la "Cámara Argentina de Destiladores Licoristas" en 2014 se produjeron en el país alrededor de 51 millones de litros de “amargos, bíter y fernet”, mostrando por primera vez un decrecimiento (en torno al 10 %) en 25 años de estadísticas. De esta producción se consume aproximadamente el 35 % en el AMBA (cuya población es de aproximadamente 16 millones de habitantes) y un 30 % en la provincia de Córdoba (con una población aproximada de 4 millones de habitantes). Según la compañía Branca, sería en Córdoba en donde, a principios de los años 1990, habría nacido la mezcla de fernet con gaseosa cola. En dicha provincia actualmente este cóctel forma parte de su identidad cultural y es denominado por el común de sus habitantes con el nombre de "Fernando" y se estipula la proporción de 70%  cola y 30% Fernet, servida en general con hielo. Sin embargo esta afirmación sobre el origen del cóctel es bastante cuestionable ya que contrariamente a lo dicho por la empresa, puede verificarse en publicidades televisivas de mediados de los años 1980, emitidas en canales de Buenos Aires con alcance nacional, que la misma compañía Branca ya utilizaba la combinación de ambos productos como estrategia de mercado.
Existen varias empresas que fabrican esta bebida: Branca, Mastrolorenzo, Vittone y Veneto de Fratelli Branca, Fernet 1882 de Porta Hnos (Córdoba), Cinzano y Lusera de Cepas Argentinas (San Juan), 27NN, Capri y Ramazzotti de Pernod Ricard, Pini e Imperio de Licores Argentinos, Ottone de Peters, El Abuelo de Sáenz Briones, Cazalis de Cinba, Viterbo de bebidas Miguel Bizzarri, Fernet Nero 53 de Bebidas del Sur S.A.,  Bari de Servamsur SA y Fernet Nordest (Entre Ríos). Es importante conocer la diferencia de los distintos fernet que se fabrican en este país, dado que según la técnica de elaboración es el valor que alcanzan en el mercado. Los de más bajo costo son elaborados con pocas hierbas y sin maduración; en cambio los de más alto precio son productos elaborados con mayor cantidad de hierbas y maduración mínima de un año (1882, Branca, Ramazzotti, Spitz, 27NN, Cinzano, Viterbo, Nero 53 y Nordest).
En Argentina, aproximadamente desde 2010 en adelante, comenzó a gestarse la tendencia en la que bebidas de elaboración artesanal entran a competir con las marcas tradicionales de fabricación industrial, tendencia en la que el fernet también ingresó. Actualmente hay nuevas alternativas a las marcas de fernet ya posicionadas. Estas alternativas mayormente están presentes en otros circuitos de mercado como negocios de venta de regionales o en las cartas de algunos restaurantes que quieren servir una bebida local y con características particulares.

## Fernet en el mundo
Dentro de Italia con la palabra "fernet" se hace referencia solo a la bebida de marca Branca. Sin embargo, productos italianos como Martini o Luxardo son exportados bajo ese nombre.
En italiano se usa la palabra "amaro" (amargo) y existen numerosas marcas: "Distillerie Fratelli Branca", ubicada en la ciudad de Milán, "Averna", "Lucano", "Montenegro", "Cynar", "Luxardo", de Padua, "Martini, de Turín, "Amaro del capo". En la República Checa se encuentra el "Fernet Stock" en dos versiones, el natural y el citrón con ligero sabor a limón. En este país se lo consume en tragos, o mezclado con hielo y agua tónica, trago conocido como "Bavorské Pivo" ("Cerveza Bávara") o "Bavorák". En la ciudad de San Francisco, California (Estados Unidos), se ha vuelto muy popular a partir de la segunda mitad de la década del 2010: allí el fernet es bebido servido en tragos, seguido de otro shot de ginger ale.
El fernet también es muy popular en Paraguay, principalmente en los bares del centro antiguo de Asunción y en los últimos años se ha hecho popular también en Bolivia, especialmente en el departamento de Tarija y asimismo se comercializa en La Paz, Cochabamba y Santa Cruz de la Sierra.

## Popularidad

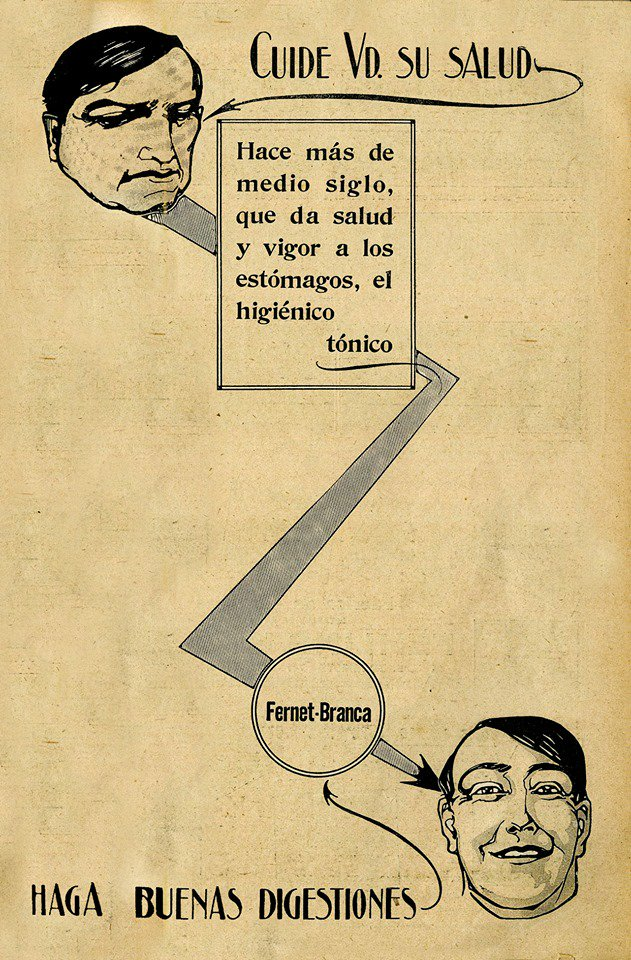
Publicidad de Fernet Branca, "para una buena digestión", en la revista Caras y Caretas. Buenos Aires, 7 de febrero de 1914.

El golfista argentino Ángel Cabrera, que ganó en 2007 el Abierto de los Estados Unidos, declaró en un reportaje a un medio estadounidense que le gustaba tomar fernet con coca. Incluso, ha confesado haber sido echado de un restaurante en Italia, durante un abierto, porque al dueño le pareció extremadamente vulgar que mezclara bebida cola con fernet.
El grupo argentino de rock Vilma Palma e Vampiros grabó una canción referente a esta popular bebida en su disco Fondo profundo (1994); la canción lleva por nombre "Fernet con coca".
En el quinto episodio de la primera temporada de la serie televisiva Los Soprano, titulado "College", el personaje de Carmela Soprano le dice al sacerdote que estaba "tomando un pequeño fernet" y luego le ofrece.
El fernet Branca es el tema de una rutina cómica de Bill Cosby con el mismo nombre, del álbum Fat Albert, en el que describe sus propias experiencias con la bebida.
En el segundo episodio de la cuarta temporada de la serie A Bit of Fry and Laurie, el personaje de Hugh Laurie se prepara una bebida que incluye fernet Branca.
El personaje principal de la película Las noches de Cabiria, dirigida por Federico Fellini, consume fernet.
El tema "Asado y fernet" del grupo argentino Los Caligaris hace referencia al fernet y al asado como una costumbre típica argentina. Además, en su canción "Hielo" dicen: "Agua que no has de beber hacela hielo para el fernet"; además de tener otra canción titulada "Oda al fernet".
En la película de 2012 The Dark Knight Rises el personaje de Alfred Pennyworth, interpretado por Michael Caine, menciona su gusto por el fernet y luego se lo ve ordenando un fernet Branca en un café en Florencia, Italia.
En la serie argentina Casi ángeles se ve que una de las protagonistas se pone como alias "Valeria Fernet" para la película La vampiresa.
A principios de 2013 y en relación con la elección del papa Francisco y la popularidad del fernet en Argentina (país de origen del cardenal Jorge Bergoglio), en el programa de la televisión argentina llamado Peligro: Sin codificar se realizó una parodia en forma de un grupo musical formado por clérigos que lideraba el humorista Yayo Guridi, interpretó una canción llamada "Cumbia papal", en el que uno de sus pasajes mencionaba la sustitución del vino de misa por fernet.
El grupo musical chileno Guachupé, en su tema "Tegualda", aludiendo a su gira por la Argentina, menciona: "Ya cruzamos los Andes, no somos los de antes y es que nuestro melón con vino se volvió un fernet".
El cantante y bajista de la banda californiana NOFX se queja de que le tiraron accidentalmente su Fernet Branca y menciona que "no es como si fuera una bebida popular" al término de la canción "Intro/Glass War", primera pista del álbum en vivo They've Actually Gotten Worse Live, de 2007.
El fernet es el tema titular de la novela de 2004 Cooking with Fernet Branca (Cocinando con Fernet Branca), de James Hamilton-Paterson, sobre la vida de un expatriado británico en la Toscana.

## Cócteles
El fernet puede reemplazar a los amargos en ciertas recetas; por ejemplo, el cóctel Fanciulli es un Manhattan con fernet en vez de Amargo de Angostura.
El Toronto es otra variante del Manhattan hecha con whisky, fernet y amargos.
En los años 1920, Ada Coleman, jefa de barra del Hotel Savoy, popularizó el cóctel Hanky Panky, elaborado a base de partes iguales de london dry gin y vermú, con la adición de unas gotas de fernet y un twist de naranja. Este cóctel ha resurgido tímidamente en los últimos tiempos en bares especializados de los Estados Unidos.
El chef Fergus Henderson ofrece una receta llamada "Un milagro", que se aproxima al Branca-Menta, combinando dos partes de fernet con una parte de licor de menta y hielo. La receta declara que este cóctel se puede usar como cura para los excesos, pero no especifica si son excesos gustatorios o alcohólicos. En Argentina también se habla de la mezcla Fercerveza o Cerferveza entre fernet y cerveza rubia, en proporciones de 1 + 4 o 2 + 3 según el gusto, quedando la graduación así entre un 10 a un 20 % de alcohol aproximadamente.
Una variación sobre la base del fernet con gaseosa sabor cola consiste en agregarle jugo de limón o incluso reemplazar la bebida cola por gaseosa sabor lima-limón; esta versión es más popular con fernet saborizado con menta.
En Chile, es utilizado para estocar un cóctel llamado Terremoto, el cual es preparado (además del fernet) a base de vino pipeño y helado de piña. También se bebe como digestivo, combinado con licor de manzanilla.
Por otro lado, en Argentina se toma popularmente con gaseosa cola, con la medida que se prefiera, más comúnmente una proporción 70/30, o como la antedicha cerferveza o fercerveza.